# R. c. Oakes
R c. Oakes est un arrêt de principe la Cour suprême du Canada rendu en 1986 qui a établi le fameux test Oakes, une analyse de l'article premier de la Charte canadienne des droits et libertés, lequel permet des limites raisonnables des droits et les libertés par voie législative si la restriction est motivée par un objectif urgent et réel et si elle peut être justifiée de manière démontrable dans une société libre et démocratique.

## Les faits
Le 17 décembre 1981, David Edwin Oakes a été arrêté avec huit fioles d'huile de haschisch à l'extérieur d'une taverne à London, en Ontario. Il a affirmé avoir acheté dix fioles d'huile de haschich pour 150 $ pour son propre usage. Il était également en possession de 619,45 $, qu'il prétend avoir reçu d'un programme gouvernemental. Malgré les protestations d'Oakes selon lesquelles les fioles étaient destinés à soulager la douleur et que l'argent qu'il avait provenait d'un chèque d'indemnisation des accidents du travail, l'article 8 de la Loi sur les stupéfiants établissait une présomption réfutable selon laquelle la possession d'un stupéfiant induisait une intention trafiquer à moins que l’accusé n’ait établi l’absence d’une telle intention.
Oakes a contesté la loi en vertu de la Charte, affirmant que le renversement du fardeau de la preuve créé par la présomption de possession à des fins de trafic violait la présomption d'innocence garantie en vertu de l'alinéa 11d) de la Charte. Les questions dont la Cour était saisie étaient de savoir si l'article 8 de la LCS violait l'article 11d) de la Charte et si une violation de l'article 11d) pouvait être confirmée en vertu de l'article 1.

## Motifs de la Cour
La Cour a conclu à l'unanimité que le transfert du fardeau de la preuve violait à la fois les droits de l'article 11d) d'Oakes et indirectement ses droits en vertu de l'article 7, et ne pouvait être justifié en vertu de l'article 1 de la Charte. En effet, il n'y avait aucun lien rationnel entre la possession de base et la présomption de trafic et, par conséquent, le transfert du fardeau de la preuve n'est pas lié à la contestation précédente de l'alinéa 11d) de la Charte.
La Cour a décrit les critères exceptionnels selon lesquels les droits pourraient être limités à juste titre au titre de l'article 1. La Cour a identifié deux fonctions principales de l'article 1. Premièrement, elle garantit les droits qui en découlent" et, deuxièmement, elle énonce les critères par rapport auxquels les justifications car les limitations de ces droits doivent être mesurées.
Les valeurs clés de la Charte proviennent de l'expression «société libre et démocratique» et devraient être utilisées comme norme ultime pour l'interprétation de l'article 1. Ces valeurs comprennent notamment :

« le respect de la dignité inhérente de l'être humain, la promotion de la justice et de l'égalité sociales, l'acceptation d'une grande diversité de croyances, le respect de chaque culture et de chaque groupe et la foi dans les institutions sociales et politiques qui favorisent la participation des particuliers et des groupes dans la société. »

La Cour présente un test en deux étapes pour justifier une limitation fondée sur l'analyse dans R c Big M Drug Mart Ltd. Premièrement, la restriction doit être motivée par «un objectif lié à des préoccupations urgentes et réelles dans une société libre et démocratique ", et deuxièmement, il doit être démontré" que les moyens choisis sont raisonnables et dont la justification peut se démontrer ".
La deuxième partie est décrite comme un test de proportionnalité qui oblige l'État à démontrer que:
Premièrement, les mesures adoptées doivent être soigneusement conçues pour atteindre l'objectif en question. Ils ne doivent pas être arbitraires, injustes ou fondés sur des considérations irrationnelles. En bref, ils doivent être rationnellement liés à l'objectif;
Deuxièmement, les moyens, même s'ils sont rationnellement liés à l'objectif dans ce premier sens, devraient porter atteinte «le moins possible» au droit ou à la liberté en question;
Troisièmement, il doit y avoir une proportionnalité entre les effets des mesures qui sont responsables de la limitation du droit ou de la liberté garanti par la Charte, et l'objectif qui a été identifié comme «d'une importance suffisante».
En appliquant ce critère aux faits, la Cour a conclu que l'article 8 ne satisfaisait pas au critère du lien rationnel parce que «la possession d'une quantité infime ou négligeable de stupéfiants ne justifie pas une conclusion de trafic. En d'autres termes, il serait irrationnel de déduire qu'une personne avait l'intention de faire le trafic du seul fait qu'elle était en possession d'une petite quantité de stupéfiants. Par conséquent, l'article 8 de la LCS a été jugé contraire à la Charte et donc inopérant.

## Sources secondaires
- Jean Leclair et al., Canadian Constitutional Law, Toronto, Emond Montgomery Publications, 2009, 4e éd., 1304 p.
- Peter W. Hogg, Constitutional Law of Canada, vol. 2, 5 éd., Toronto, Carswell, 2016